# 3408-as busz
A 3408-as jelzésű autóbuszvonal Eger, Szilvásvárad és Kazincbarcika között húzódó regionális vonal, amelyet a Volánbusz Zrt. üzemeltet.

## Útvonala
Egyetlen járat az egri Volán-telepről (Tompa utca) indul. A 25-ös főúton kezdi el útját a belváros felé, kizárólag a forgalmasabb megállókban megállva. Elhajt a városi vasútállomás mellett, a Gárdonyi Géza Színház és az Egri bazilika felől közelíti meg az autóbusz-állomást, az összes többi indítás induló végállomását. Tovább ismét a 25-ös főúton halad, a Kővágó tér, Nagylapos és Felnémet irányába. Itt eltávolodik a felsőtárkányi buszvonalaktól, az Eger–Putnok-vasútvonallal párhuzamosan hagyja el a megyeszékhelyet Almár üdülőterülete felé.
Első települését a Bükki Nemzeti Park nyugati csücskében érinti, az Eger-patak völgyében Szarvaskőt. Nemsokkal később a 2506-os mellékúton megy tovább, néhány Egercsehi felé tartó busztól más irányban, az úttal együtt kanyargó patak és vasútvonal közelében Barátkertet és a Tardosi sporttábort éri el, utána Mónosbél községet. A Bélapátfalvi Cementgyárnak közel száz évig helyet adó Bélapátfalvát keresztezi, a mai ipari park tövében egy kisebb hegységbe jut fel. Annak túloldalán a nagy turistaforgalomnak örvendő Szilvásváradra tér be, jellemzően a nyári és az őszi időszakban a Szalajka-völgyhöz és a Szilvásváradi Erdei Vasúthoz legközelebb eső buszmegállóban (és a Szilvásvárad-Szalajkavölgy vasúti megállóhelyen is) több túrázónak ad eljutást ide. A települést a Szána-völgy felé hagyja el Bükkmogyorósd helyett. Heves megye utolsó településén és a 3411-es buszok végállomásán, Nagyvisnyón túl a Bánvölgye Élménytábori elágazásnál is megáll, majd aztán a borsodi Dédestapolcsányon, a vonal felezőpontján. A Lázbérci-víztározóhoz vezető úton helyezkedik el a falu egyik buszfordulója, a járatok jelentős részének végállomása. Ezen kívül kettő járatpár a Lázbérci Tájvédelmi Körzet határának töredékét járja be, később a víztározó Bánhorvátihoz eső elágazásán túl a községbe hajt. A hozzátartozó Bánfalva után Nagybarca következik, a Bán-patak kanyarulatai mentén a 26-os főútba csatlakozik be. Mielőtt a megye egyik legnagyobb településére érkezne, áthalad Vadnán és kiszolgálja Sajóivánka állomási részét (Harnóczpuszta).

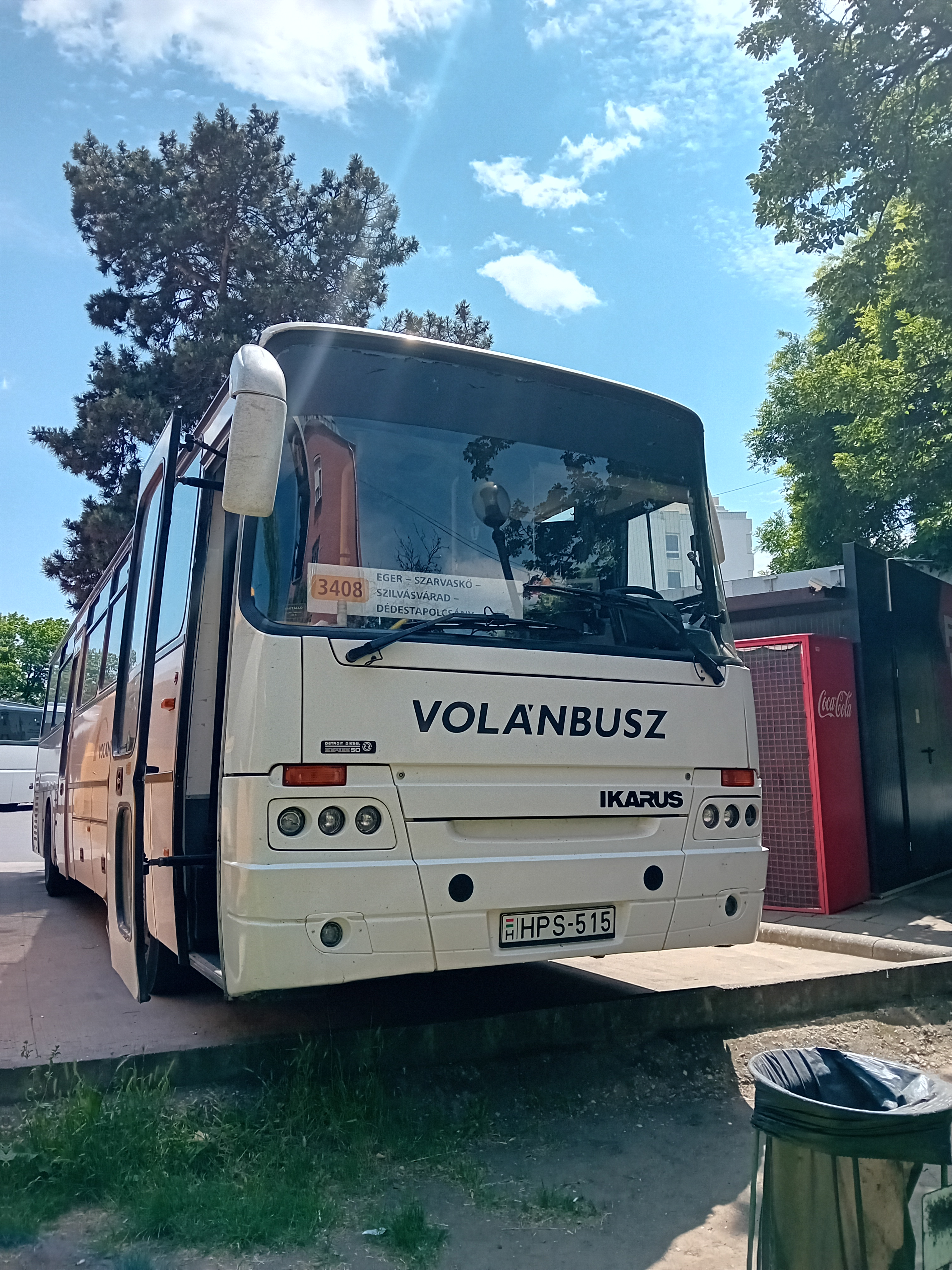
Az egykori Agria Volános Ikarusok ide is kitérnek egy-két menetre

A 24 ezer főt számláló Kazincbarcikát a Tesco áruház és az alsóvárosi iskola mentén közelíti meg, majd a belvárosán és a városi kórházon át érkezik a helyi buszállomásra.

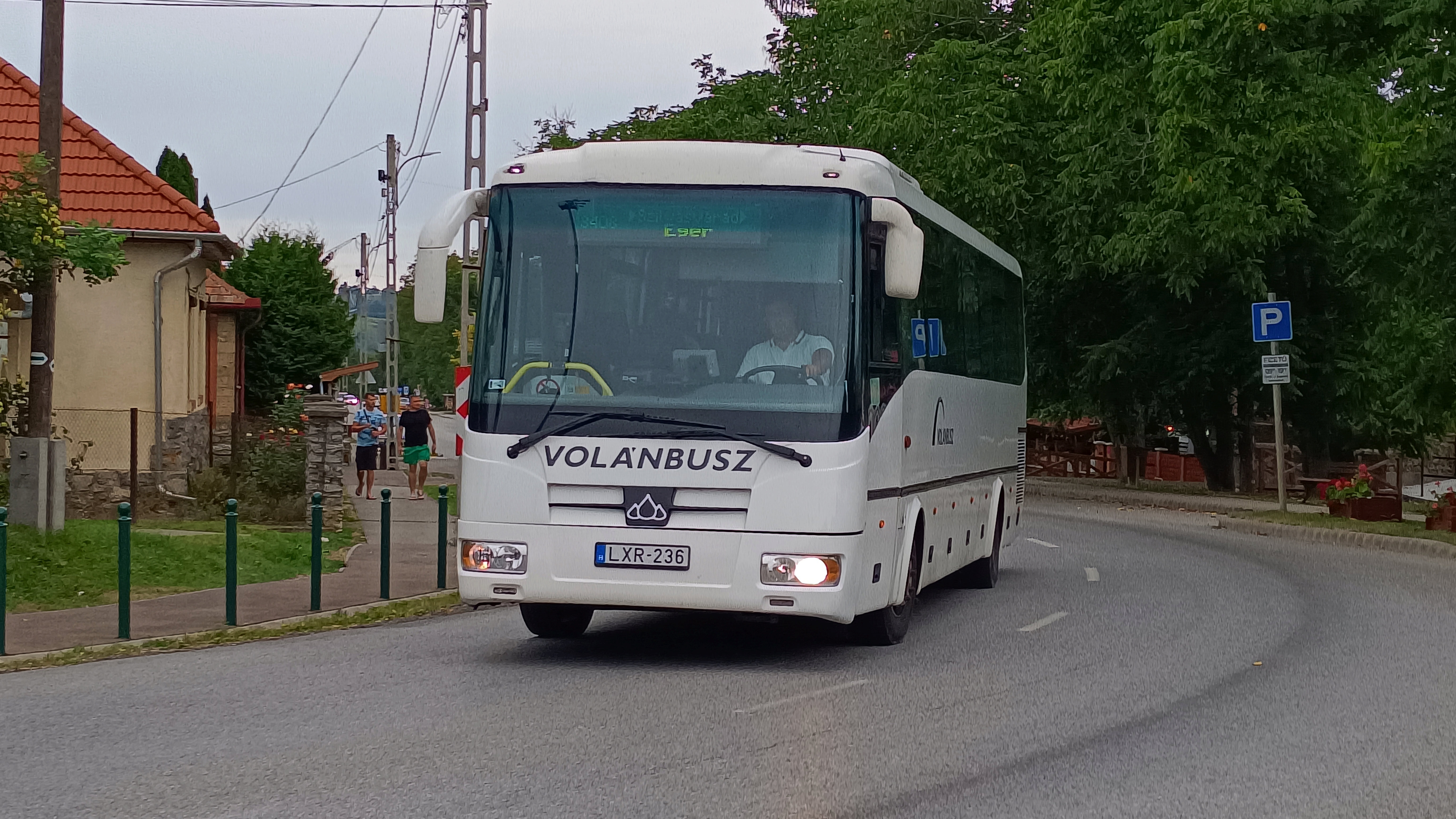
A régebbi Credo EC 12 buszok is jellemzőek

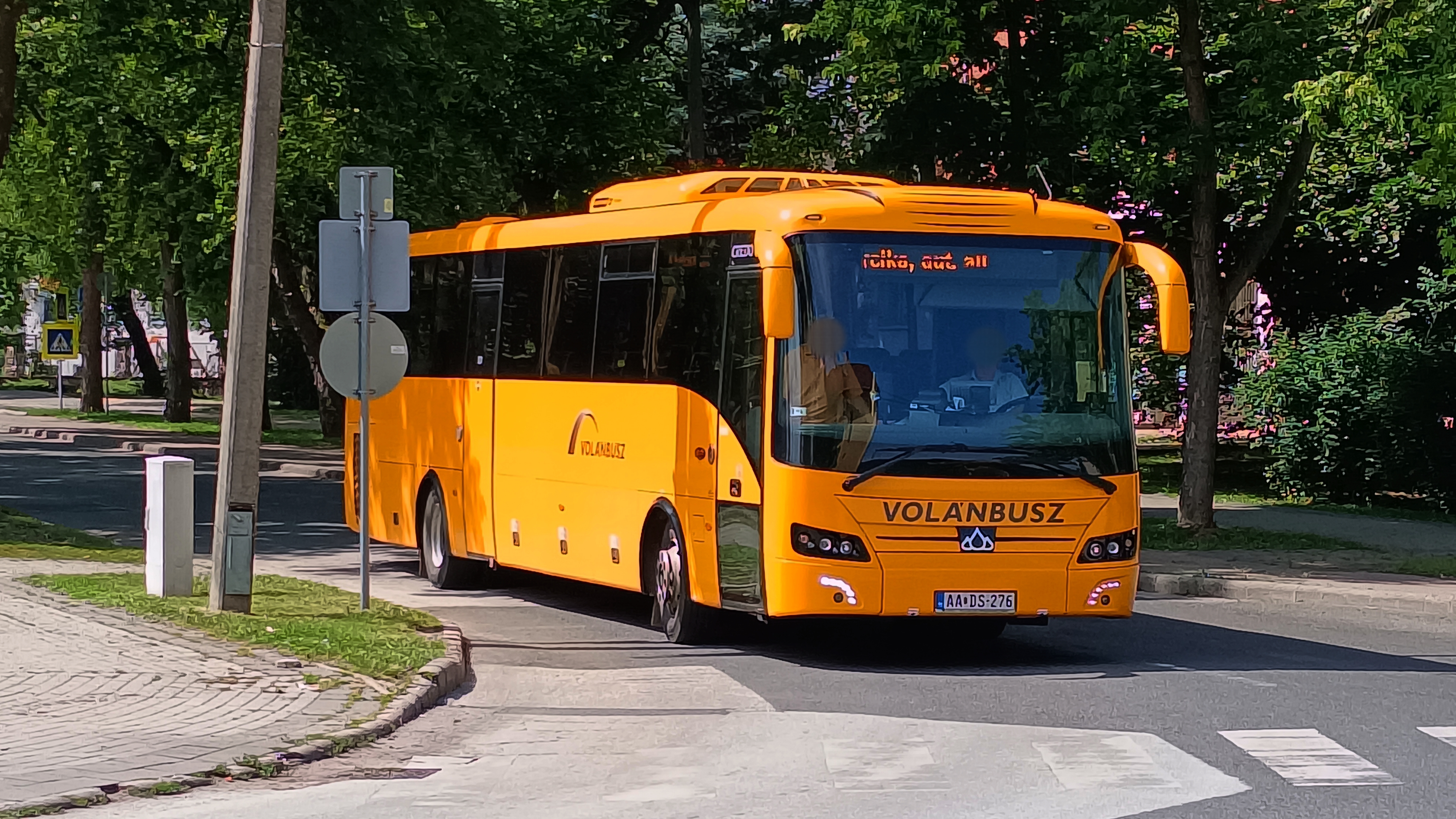
Kazincbarcikai telephelyű Inovell érkezik

## Közlekedése
Indításai a hét minden napján történnek, kétórás ütemben jellemzően.
Teljes útvonalon az 1054-es, Budapest – Eger – Kazincbarcika – Jósvafő autóbuszok szintén kétórás ütemben közlekednek, ezáltal:
- Eger és Dédestapolcsány óránkénti
- Eger és Kazincbarcika egy-/kétóránkénti összeköttetésben van.
- Dédestapolcsány és Kazincbarcika között számos másik járat közlekedik.

A vonalon nagyobb arányban az egri üzemegység járművei fordulnak meg, többekközött Ikarus, Credo, Irisbus autóbuszok, Kazincbarcikáról este egy Neoplan Tourliner tér vissza a hevesi telepre. A nagyvárosból indulók gyorsjárati jelleggel közlekednek Bánhorvátiig.

### Csatlakozást biztosít
- Eger vasútállomás, bejárati út megállóban – Budapest felől vonatra (Füzesabony–Putnok-vasútvonal).

| Viszonylat                                          | Indításszám     | Közlekedési rend |
| --------------------------------------------------- | --------------- | ---------------- |
| Eger, Tompa u. ➝ Dédestapolcsány, Tó u. aut. ford.  | 1 oda           | naponta          |
| Eger, aut. áll. – Dédestapolcsány, Tó u. aut. ford. | 4 oda, 5 vissza | munkanapokon     |
| Eger, aut. áll. – Dédestapolcsány, Tó u. aut. ford. | 5 pár           | hétvégén         |
| Eger, aut. áll. – Kazincbarcika, aut. áll.          | 2 pár           | munkanapokon     |
| Eger, aut. áll. – Kazincbarcika, aut. áll.          | 1 pár           | hétvégén         |

## Megállóhelyei
| Naponta 1 alkalommal érintett.             |                                                                 |         | |
| 0                                          | Eger, Tompa utca végállomás                                     | 0.0 km  | 3A, 6, 11, 12, 13, 14, 14E, 16, 112, 113, 914 1050, 1051, 1053, 1054, 1343, 1346, 1348, 1362, 1380, 1427, 1466, 1517 3402, 3410, 3411, 3414, 3423, 3424, 3426, 3430, 3431, 3432, 3433, 3434, 3435, 3436, 3440, 3441, 3442, 3443, 3444, 3445, 3446, 3448, 3472, 3479, 3482, 3484, 3667, 4011, 4015, 4157 |
| 1                                          | Eger, Nagyváradi út                                             | 0.7 km  | 3A, 6, 11, 12, 13, 14, 14E, 16, 112, 113, 914 1050, 1346, 1380, 1427, 1517 3402, 3407, 3410, 3411, 3414, 3423, 3430, 3431, 3433, 3435, 3442, 3443, 3445, 4011, 4015, 4157 |
| 2                                          | Eger vasútállomás, bejárati út                                  | 1.6 km  | 3A, 6, 11, 12, 13, 14, 14E, 112, 113 1050, 1051, 1053, 1054, 1343, 1346, 1348, 1362, 1380, 1383, 1402, 1427, 1466, 1517 3400, 3402, 3407, 3410, 3411, 3414, 3423, 3424, 3426, 3430, 3431, 3432, 3433, 3434, 3435, 3436, 3440, 3441, 3442, 3443, 3444, 3445, 3446, 3448, 3472, 3479, 3482, 3484, 3667, 4011, 4015, 4157 IC, személyvonat – Eger [87/87a] |
| 3                                          | Eger, színház                                                   | 2.3 km  | 2, 2A, 7, 7A, 11, 12, 14, 14E, 17, 112 1053, 1054, 1343, 1344, 1346, 1348, 1362, 1380, 1381, 1426, 1427, 1428, 1447, 1468, 1517 3402, 3410, 3411, 3414, 3419, 3420, 3423, 3424, 3426, 3430, 3431, 3433, 3434, 3435, 3436, 3440, 3441, 3442, 3443, 3444, 3445, 3448, 3667, 4011, 4014, 4015, 4018, 4021, 4022, 4157 |
| 4                                          | Eger, autóbusz-állomás vonalközi végállomás                     | 3.0 km  | 2, 2A, 4, 5, 5A, 6, 7, 7A, 11, 12, 14, 14E, 16, 17, 112, 914 1049, 1050, 1051, 1053, 1054, 1343, 1344, 1346, 1347, 1348, 1349, 1351, 1352, 1362, 1380, 1383, 1426, 1427, 1428, 1447, 1466, 1468, 1517 3400, 3402, 3403, 3405, 3406, 3407, 3409, 3410, 3411, 3412, 3414, 3415, 3416, 3417, 3418, 3419, 3420, 3423, 3424, 3426, 3430, 3431, 3432, 3433, 3434, 3435, 3440, 3441, 3442, 3443, 3444, 3445, 3446, 3448, 3450, 3455, 3456, 3457, 3458, 3462, 3469, 3470, 3471, 3472, 3473, 3474, 3476, 3479, 3480, 3481, 3482, 3483, 3484, 3488, 3604, 3660, 3667, 4012, 4014, 4015, 4157 |
| 5                                          | Eger, Bartakovics út                                            | 4.0 km  | 4, 13, 113 1347, 1349, 1351, 1352, 1383, 1447 3400, 3402, 3403, 3404, 3409, 3410, 3411, 3412, 3435, 3454, 3470, 3471, 3472, 3473, 3474, 3476, 3479, 3481, 3482, 3483, 3484, 3488, 4157 |
| 6                                          | Eger, Kővágó tér                                                | 5.5 km  | 4, 7, 11, 13, 14, 14E, 17, 113 1051, 1053, 1054 3400, 3402, 3403, 3404, 3409, 3410, 3411, 3412, 3435, 3454, 3481, 4157 |
| 7                                          | Eger, Nagylapos                                                 | 6.7 km  | 4, 11, 14, 14E, 16, 914 1053, 1054, 1383 3400, 3402, 3403, 3404, 3405, 3409, 3410, 3411, 3412, 3414, 3435, 3481, 4157 |
| 8                                          | Eger (Felnémet), felsőtárkányi elágazás                         | 7.7 km  | 4, 11, 14, 14E, 16, 914 1053, 1383 3400, 3402, 3403, 3404, 3405, 3409, 3410, 3411, 3412, 3414, 3435, 3481, 4157 személyvonat – Eger-Felnémet [87.] |
| 9                                          | Eger, Almár vasúti megállóhely                                  | 10.2 km | 3400, 3402, 3403, 3404, 3409, 3410, 3411, 3412, 3481, 4157 személyvonat – Almár [87.] |
| 10                                         | Almár, hobbitelkek                                              | 13.2 km | 3400, 3402, 3403, 3404, 3409, 3410, 3411, 3412, 3481, 4157 |
| 11                                         | Szarvaskő, újtelep                                              | 14.8 km | 3400, 3402, 3403, 3404, 3409, 3410, 3411, 3412, 3481, 4157 |
| 12                                         | Szarvaskő, központ                                              | 15.4 km | 1051, 1054 3400, 3402, 3403, 3404, 3409, 3410, 3411, 3412, 3481, 4157 személyvonat – Szarvaskő [87.] |
| 13                                         | Mónosbéli elágazás                                              | 16.5 km | 3400, 3402, 3403, 3404, 3409, 3410, 3411, 3412, 3481, 4157 |
| 14                                         | Barátkert, Tardosi sporttábor                                   | 17.7 km | 3402, 3404, 3410, 3411, 3412, 4157 |
| 15                                         | Tardosi kőbányák                                                | 19.0 km | 3402, 3404, 3410, 3411, 3412, 4157 |
| 16                                         | Mónosbél, vasútállomás                                          | 21.5 km | 1054 3402, 3404, 3410, 3411, 3412, 4157 személyvonat – Mónosbél [87.] |
| 17                                         | Mónosbél, Béke út                                               | 22.1 km | 3402, 3404, 3410, 3411, 3412, 4157 |
| 18                                         | Bélapátfalva, vásártér                                          | 24.0 km | 3402, 3404, 3410, 3411, 3412, 4157 |
| 19                                         | Bélapátfalva, városháza                                         | 24.8 km | 1054 3403, 3404, 3410, 3411, 3412, 3485, 4157 |
| 20                                         | Bélapátfalva, egészségház                                       | 25.4 km | 1054 3410, 3411, 3412, 3485, 4157 személyvonat – Bélapátfalvi Cementgyár [87.] |
| 21                                         | Bélapátfalva, ipari park                                        | 26.3 km | 3404, 3410, 3411, 3412, 4157 |
| 22                                         | Szilvásvárad, camping                                           | 30.3 km | 3410, 3411, 3412, 4157 személyvonat – Szilvásvárad-Szalajkavölgy [87.]}} |
| 23                                         | Szilvásvárad, Szalajka-völgyi elágazás                          | 30.9 km | 1054 3410, 3411, 3412, 3486, 4157, 4194 |
| 24                                         | Szilvásvárad, Miskolci út 28.                                   | 31.6 km | 1054 3410, 3411, 3412, 3486, 4157, 4194 |
| 25                                         | Szilvásvárad, Miskolci út 144.                                  | 32.4 km | 3411, 4194 |
| 26                                         | Szána-völgy                                                     | 34.1 km | 3411 |
| 27                                         | Nagyvisnyó, Fő út 26.                                           | 36.7 km | 1054 3411, 4194 |
| 28                                         | Nagyvisnyó, Fő út 103.                                          | 37.7 km | 3411 |
| 29                                         | Ifjúsági tábor bejárati út                                      | 38.9 km | 4194 |
| 30                                         | Dédestapolcsány, italbolt                                       | 43.3 km | 1054 4058, 4059, 4060, 4061, 4153, 4154, 4160, 4161, 4194 |
| 31                                         | Dédestapolcsány, élelmiszerbolt                                 | 44.0 km | 4058, 4059, 4060, 4061, 4153, 4154, 4160, 4161, 4194 |
| Csak az itt végállomásozók által érintett. |                                                                 |         | |
| ∫                                          | Dédestapolcsány, Tó utcai autóbusz-forduló vonalközi végállomás | ∫       | 4059, 4060, 4061, 4153, 4154, 4160, 4161, 4194 |
| 32                                         | Dédestapolcsány, Gagarin utca                                   | 44.8 km | 1054 4058, 4059, 4060, 4061, 4153 |
| 33                                         | Lázbérci-víztározó bejárati út                                  | 48.9 km | 4058, 4059, 4060, 4061, 4153 |
| 34                                         | Bánhorváti, híd                                                 | 50.8 km | 1054 4058, 4059, 4060, 4061, 4153 |
| 35                                         | Bánhorváti, autóbusz-váróterem                                  | 51.4 km | 1054 4058, 4059, 4060, 4061, 4153 |
| 36                                         | Bánhorváti, Bánfalva                                            | 52.4 km | 4058, 4059, 4060, 4061, 4153 |
| 37                                         | Nagybarca, BSH telep                                            | 53.5 km | 4058, 4059, 4060, 4061, 4153 |
| 38                                         | Nagybarca, autóbusz-váróterem                                   | 54.2 km | 1054 4058, 4059, 4060, 4061, 4153 |
| 39                                         | Nagybarca, tanbánya                                             | 55.5 km | 4058, 4059, 4060, 4061, 4153 |
| 40                                         | Vadna, községháza                                               | 57.8 km | 1054, 1369, 1384, 1410, 1411 3770, 3773, 4057, 4058, 4059, 4060, 4061, 4062, 4063, 4065, 4066, 4067, 4153, 4194 |
| 41                                         | Sajókaza vasútállomás, bejárati út                              | 59.8 km | 1054, 1369, 1384, 1410, 1411 3770, 3773, 4057, 4058, 4059, 4060, 4061, 4062, 4063, 4065, 4066, 4067, 4069, 4153, 4194 személyvonat – Sajókaza [92.] |
| 42                                         | Kazincbarcika, alsóvárosi iskola                                | 63.1 km | 3770, 3773, 4057, 4059, 4060, 4063, 4065, 4066, 4067, 4069, 4153 |
| 43                                         | Kazincbarcika, kórház                                           | 63.8 km | 3 1054 3756, 3763, 3764, 3765, 3770, 3772, 3773, 4040, 4041, 4043, 4044, 4047, 4048, 4050, 4052, 4057, 4059, 4060, 4065, 4066, 4069, 4070, 4075, 4080, 4082, 4083, 4084, 4153 |
| 44                                         | Kazincbarcika, Ifjúmunkás tér                                   | 64.3 km | 3 3756, 3763, 3764, 3765, 3770, 3772, 3773, 4040, 4041, 4043, 4044, 4047, 4048, 4050, 4052, 4057, 4059, 4060, 4065, 4066, 4069, 4070, 4075, 4080, 4082, 4083, 4084, 4153 |
| 45                                         | Kazincbarcika, autóbusz-állomás végállomás                      | 65.0 km | 3, 9 1054 3756, 3763, 3764, 3765, 3766, 3767, 3770, 3772, 3773, 4040, 4041, 4043, 4046, 4047, 4048, 4050, 4052, 4057, 4059, 4060, 4065, 4066, 4069, 4070, 4075, 4080, 4082, 4083, 4084, 4154 |